# Wes Morgan
Westley Nathan "Wes" Morgan (Nottingham, 21 de janeiro de 1984) é um ex-futebolista profissional jamaicano que atuava como zagueiro.
Nascido na Inglaterra, é filho de pais jamaicanos possibilitando a dupla nacionalidade e a chance de atuar pela seleção jamaicana.
Jogou 402 vezes pelo Nottingham Forest (clube de sua adolescência), marcando 14 gols. Era até então o jogador que mais jogou por este clube até se transferir para o Leicester City em Janeiro de 2012. Morgan tornou-se capitão dos Foxes no mesmo ano e atuou em quase 200 partidas por eles, desde o título da Championship em 2014 até agora com o título obtido na Premier League. O garoto que custou uniformes anteriormente ao Dunkirk, evoluiu no Nottingham Forest e trouxe coesão ao grupo dos Foxes, erguendo então a taça.
Fora dos gramados, ele é co-proprietário da Blue Ink, um estúdio de tatuagens em Leicester.

## Carreira

### Nottingham Forest

#### Primeiros anos
Morgan nasceu em Nottingham, Nottinghamshire. Já foi rejeitado pelos times vizinhos, como o Notts County quando tinha 15 anos e partiu estudar sobre negócios na South Notts College enquanto jogava semi-profissionalmente como meio campista no Dunkirk FC na Midland Football Alliance. Seu desempenho foi monitorado por outros times que o tomaram como aprendiz enquanto estudava.
Em fevereiro de 2003, o treinador Paul Hart o emprestou para o Kidderminster Harriers da 3ª divisão, estreando profissionalmente em 1 de Março e jogando nos 90 minutos na derrota por 3-1 para o Scunthorpe United. Morgan totalizou 5 aparições para o lado de Worcestershire, marcando seu primeiro gol duas semanas após sua estreia, cabeceando a gol para confirmar a vitória de 2-0 sobre o Cambridge United
Debutou pelo Nottingham Forest no dia 12 de agosto de 2003 fora de casa contra o Port Vale com 19 anos após um empate sem gols, marcou na disputa de pênaltis e avançaram ao 2º round da FA League Cup. Quatro dias depois debutou na First Division na derrota por 3-0 para o Reading, Hart considerou-o Homem da Partida. No dia 18 de outubro marcou seu primeiro gol após um cruzamento na área, cabeceou e decretou a goleada por 6-0 em cima do Wimbledom. Totalizou 32 partidas na temporada, marcando inclusive no empate em casa contra o Ipswich Town, dia 3 de dezembro.

#### Adquirindo a titularidade
Na campanha de 2007/08, não jogou apenas 4 partidas e foi decisivo para que o Forest findasse em segundo lugar na liga, sendo promovido da League One à Championship. Seu único gol da temporada veio numa vitória de 2-0 contra o Tranmere Rovers, ajudando o time a manter o recorde de 24 clean sheets.
A princípio, foi difícil lidar com a Championship e o rebaixamento era a realidade possível até o Boxing Day. Porém veio a dispensa de Colin Calderwood e a chegada de Billy Davies que veio para garantir solidez defensiva à equipe, o que culminou na permanência da equipe na Championship.
Em 20 de Janeiro de 2012, o Forest rejeitou a primeira proposta do Leicester por sua compra, só que 10 dias após, ao oferecer 1 milhão de libras aceitaram - estavam em agruras financeiras e conforme a persistência de seu interessado, não havia como segurá-lo. O clube estava se escasseando de recursos e pagar os salários em dia começava a ser questionado até vendê-lo, assim como foi com Patrick Bamford ao Chelsea.

### Leicester City
Tornou-se capitão do time na temporada 2012/13 e seus desempenhos o garantiram como Championship Player of the Month em Setembro.
Os Foxes venceram a Football League Championship de 2013/14 e seu capitão não jogou apenas uma partida. Quando uma cláusula de seu contrato indicava que sua passagem estaria se esgotando, ele renovou por mais 3 anos.
Na Premier League de 2014/15, marcou seu 1º gol da temporada na derrota por 4-3 contra o Tottenham no dia 21 de Março de 2015 e outro gol na vitória de 3-0 contra o Newcastle, em 5 de Maio.
Wes Morgan jogou todos os minutos das 38 rodadas das Raposas em 2015/16 e tornou-se um dos 4 jogadores detentores desta façanha (junto com seu companheiro de equipe, Kasper Schmeichel). Marcou um gol no dia 3 de Abril de 2016 contra o Southampton, mesmo se sentindo doente. No dia 1 de Maio marcou o gol de empate contra o Manchester United no Old Trafford e no dia seguinte, tornou-se o primeiro jamaicano campeão da Premier League.
O técnico Claudio Ranieri o definiu como um líder que não fala muito, todavia quando o faz, é escutado por todos e respeitado (fato ressaltado por Marc Albrighton no vestiário). Para Ranieri ele é o capitão perfeito, por que demonstra o quão resiliente e inteligente ele é.
Tornou-se o primeiro jamaicano a marcar um gol na Champions League no dia 14 de março de 2017, ao abrir o placar no jogo de volta contra o Sevilla, contribuindo assim para a classificação da equipe para as quartas de final com o placar agregado de 3-2.
Anunciou sua aposentadoria do futebol no final da temporada 2020/21, após o título do Leicester na Copa da Inglaterra.

## Seleção nacional
Em 1 de Setembro de 2013 estreou pela Jamaica, sendo então um dos seus principais nomes e é um dos poucos a atuar em um campeonato de alto nível como o futebol inglês. Esteve no plantel na Copa América de 2015 e na Copa América Centenária de 2016 e na Copa Ouro de 2015, sendo vice campeão do torneio.

## Títulos
Leicester City
- Football League Championship: 2013–14
- Premier League: 2015–16
- Copa da Inglaterra: 2020–21

### Prêmios individuais
- Equipe do Ano PFA da Premier League: 2015–16[17]